# Leopold Haverl
Leopold Haverl (16. února 1936 Bratislava, Slovensko – 5. února 2016 Bratislava, Slovensko) byl slovenský herec a recitátor.

## Stručný životopis
- 1954 absolvoval studium herectví na ODK ve Státní konzervatoři v Bratislavě
- 1954–1960 člen Dedinského divadla
- 1960–1965 člen Krajského divadla v Trnavě
- 1965–1968 člen Divadla poezie
- od r. 1967 člen činohry Slovenského národního divadla v Bratislavě

V divadlech často vytvářel charakterní a dramaticky vypjaté postavy.
Od 60. let začal hrát ve filmech a zejména v televizi, která mu poskytla větší prostor – např.:
- Případ jasnovidce Hanussena (1969)
- Hájnikova žena (1971)
- Ztráty a nálezy (1975)
- Život bez konce (1982)

Vytvořil portréty historických osobností, např.
- V. I. Lenina
- V. Clementise
- Laca Novomeského – v seriálu Povstalecká historie (1984).

V roce 1980 byl jmenován zasloužilým umělcem.
Zemřel 5. února 2016. Herec měl vážné problémy s ledvinami. Léčil se i v dialyzačním centru v Piešťanech.

## Filmografie
- 1959 Kapitán Dabač
- 1968 Není jiné cesty (Hostinský)
- 1968 Tři svědkové (jurátus Kamil Žiaranský)
- 1970 Naši před branami (Martin)
- 1971 Hledači světla (Paul)
- 1972 Člověk na mostě (německý velitel)
- 1974 Do zbraně, kuruci! (baron Vitál)
- 1976 Vojáci svobody (Jaroslav)
- 1977 Penelopa (Stanko)
- 1977 Soukromá válka (dr. Krivoš)
- 1977 Vítězný lid (Laco Novomeský)
- 1977 Zrcadlení (Lariš)
- 1978 Poéma o svědomí (Laco Novomeský)
- 1979 Tři od moře (kapitán)
- 1980 Demokrati (řezník Tolkoš)
- 1981 Noční jezdci (Babušek)
- 1981 Plavčík a Vratko (mlynář)
- 1983 Putování Jana Ámose (Rembrandt)
- 1986 Kohout nezazpívá (holič Samko Uhrík)
- 1987 Narozeniny režiséra Z. K.
- 1987 Nedaleko do nebe (farář Mozoľa)
- 1990 V ranní mlze (major Fridrich)